# Sultanzade
Sultanzade byl osmanský titul pro syny sultánek (princezen; dcer sultánů). Pro dcery sultánek byl ekvivalent hanımsultan.

## Terminologie
Sultán je původem arabské slovo, znamenající "autorita" nebo "dominance". Koncovka -zade je perské slovo, v překladu "dcera" nebo "syn". Sultanzade je v doslovném překladu "potomek sultána".  

## Použití v Osmanské rodině
V Osmanské dynastii se tento titul používal pro syny sultánek (ženských potomků z mužské vládnoucí linie). Na rozdíl od şehzade (sultánových synů) se sultanzade nemohl stát vládcem říše. 
Tito lidé byli formálně oslovováni jako Sultanzade (rodné jméno) Bey-Efendi. Bey je turecký titul pro vojevůdce, tradičně používán pro vůdce malých vojenských skupin. Efendi byl šlechtický titul, u nás něco jako hrabě. 
Nejčastěji se ale tituly sultanzade, bey a efendi vyslovovali za jménem. 

## Hanımsultan
Ženský ekvivalent pro titul sultanzade je hanımsultan. Hanim je turecké slovo převzaté z mongolštiny (khanum), což je ženský ekvivalent od slova chán. K tomu se připojuje titul sultan. Hanimsultan je titul pro dcery osmanských princezen (sultánek). 
- Sultanzade Mehmed Paša (1. ledna 1603 - 1646), syn Ayşe Sultan, synovec sultána Murada III., guvernér Egyptské provincie a později velkovezír Osmanské říše.
- Sultanzade Mehmed Sabâhaddin Bey (13. února 1879 - 30. června 1948), syn Senihy Sultan, synovec sultána Abdulmecida I. Byl osmanský myslitel. Jelikož se snažil získat na konci 19. století a začátkem 20. století trůn, byl poslán do exilu.
- Sultanzade Ömer Nami Bey, syn Ayşe Sultan, synovec Abdulhamida II., který byl známý díky publikování pamětí své matky, jménem Babam Sultan Abdülhamid.
- Sultanzade Maxmilian Ali Beyefendi (* 15. ledna 2000), syn Ayşe Gülnev Sultan, pra-pra-pra-vnučky sultána Mehmeda V, 35. sultána Osmanské dynastie.